# برناردو رومئو
برناردو دنیل رومئو (به اسپانیایی: Bernardo Daniel Romeo) (زادهٔ ۱۰ سپتامبر ۱۹۷۷ در تاندیل٬ ایالت بوئنوس آیرس) بازیکن سابق فوتبال اهل آرژانتین می‌باشد.
وی به همراه تیم ملی جوانان آرژانتین به مقام قهرمانی جام جهانی جوانان ۱۹۹۷ رسید.